# Alemu Bekele
Alemu Bekele Gebre (arabisch أليمو بيكيلي; * 23. März 1990 in Lemu, Arsi-Zone) ist ein bahrainischer Langstreckenläufer äthiopischer Herkunft.

## Sportliche Laufbahn
Erste internationale Erfahrungen sammelte Alemu Bekele bei den Crosslauf-Weltmeisterschaften 2009 in Amman, bei denen er nach 24:44 min auf dem 26. Platz einlief und daraufhin gewann er bei den Arabischen Meisterschaften in Damaskus in 14:06,62 min die Bronzemedaille im 5000-Meter-Lauf hinter dem Katari James Kwalia und seinem Landsmann Ali Hasan Mahboob. Anschließend gewann er bei den Hallenasienspielen in Hanoi in 3:43,66 min die Silbermedaille im 1500-Meter-Lauf hinter dem Katari Ali Thamer Kamal und gewann auch über 3000 Meter in 8:01,50 min die Silbermedaille, diesmal hinter dem Katari Kwalia. Schließlich erreichte er bei den Asienmeisterschaften in Guangzhou in 14:11,61 min den sechsten Platz über 5000 Meter. Im Jahr darauf lief er bei den Crosslauf-Weltmeisterschaften in Bydgoszcz nach 34:39 min auf Rang 30 ein. 2011 erreichte er bei den Crosslauf-Weltmeisterschaften in Punta Umbría nach 36:55 min Rang 67 und anschließend gewann er bei den Asienmeisterschaften in Kōbe in 13:41,93 min die Bronzemedaille über 5000 Meter hinter seinem Landsmann Dejene Regassa und Yūki Satō aus Japan. Bei den Militärweltspielen in Rio de Janeiro klassierte er sich in 3:45,80 min auf dem siebten Platz über 1500 Meter und wurde anschließend bei den Panarabischen Spielen in Doha in 3:40,83 min Sechster. 2012 gewann er bei den Hallenasienmeisterschaften in Hangzhou in 7:48,04 min die Bronzemedaille im 3000-Meter-Lauf hinter seinem Landsmann Bilisuma Shugi und Mohamad al-Garni aus Katar, ehe er bei den Hallenweltmeisterschaften in Istanbul mit 8:02,83 min im Vorlauf ausschied.
Bei den Crosslauf-Weltmeisterschaften 2013 in Bydgoszcz konnte er sein Rennen nicht beenden, siegte anschließend aber bei den Arabischen Meisterschaften in Doha in 29:45,43 min im 10.000-Meter-Lauf. Auch bei den Asienmeisterschaften in Pune gewann er über diese Distanz in 28:47,26 min die Goldmedaille und gewann über 5000 Meter in 13:57,23 min die Silbermedaille hinter seinem Landsmann Regassa. Über 10.000 Meter startete er dann im Sommer bei den Weltmeisterschaften in Moskau, konnte dort aber sein Rennen nicht beenden. Bei den Halbmarathon-Weltmeisterschaften 2014 in Kopenhagen lief er nach 1:01:46 h auf Rang 25 ein und nahm Ende September an den Asienspielen in Incheon teil und gewann dort in 13:27,98 min die Silbermedaille über 5000 Meter hinter dem Katari al-Garni. Im Jahr darauf siegte er im Marathonlauf bei den Militärweltspielen im südkoreanischen Mungyeong nach 2:15:07 h. 2016 siegte er beim Padua-Halbmarathon in 1:03:33 h und qualifizierte sich mit seinem 15. Platz beim Dubai Standard Chartered Marathon im Marathon für die Olympischen Spiele in Rio de Janeiro, bei denen er aber sein Rennen nicht beenden konnte.
Nach zwei weniger erfolgreichen Jahren siegte er 2019 beim Barcelona-Marathon nach 2:06:04 h und wurde beim JoongAng Seoul Marathon nach 2:06:02 h Zweiter. Beim Marathon der Olympischen Sommerspiele in Tokio, der abweichend in Sapporo stattfand, kam er nicht ins Ziel.

## Persönliche Bestzeiten
- 1500 Meter: 3:40,83 min, 20. Dezember 2011 in Doha
  - 1500 Meter (Halle): 3:43,66 min, 2. November 2009 in Hanoi
- 3000 Meter: 7:54,47 min, 14. August 2010 in Kessel-Lo
  - 3000 Meter (Halle): 7:48,04 min, 19. Februar 2012 in Hangzhou
- 5000 Meter: 13:18,00 min, 9. Juni 2013 in Rabat
- 10.000 Meter: 27:56,20 min, 27. Mai 2012 in Hengelo
- Halbmarathon: 1:01:46 h, 29. März 2014 in Kopenhagen
- Marathon: 2:06:02 h, 3. November 2019 in Seoul